# Amatersko prvenstvo Francije 1925
Amatersko prvenstvo Francije 1925 v tenisu.

## Moški posamično
René Lacoste :  Jean Borotra, 7-5, 6-1, 6-4

## Ženske posamično
Suzanne Lenglen :  Kitty Mckane, 6-1, 6-2

## Moške dvojice
Jean Borotra /  René Lacoste :  Henri Cochet /  Jacques Brugnon, 7–5, 4–6, 6–3, 2–6, 6–3 

## Ženske dvojice
Suzanne Lenglen /  Diddie Vlasto :  Evelyn Colyer /  Kitty McKane, 6–1, 9–11, 6–2 

## Mešane dvojice
Suzanne Lenglen /  Jacques Brugnon :  Julie Vlasto /  Henri Cochet, 6–2, 6–2 